# Tsuga heterophylla
La tsuga occidentale o abete canadese occidentale (Tsuga heterophylla (Raf.) Sarg.) è una specie di Tsuga della costa ovest dell'America settentrionale, con il suo limite nord-occidentale sulla Penisola di Kenai (Alaska) e il suo limite sud-orientale nella contea di Sonoma (California).

## Habitat
La Tsuga heterophylla è una componente integrale delle foreste del Nord-ovest Pacifico a ovest della Catena Costiera, dove è una specie climax. È anche un importante albero da legname in tutta la regione, insieme a molte delle grandi conifere ad essa associate.

## Descrizione
La tsuga occidentale è una grande conifera sempreverde che cresce fino a 50-70 m di altezza, eccezionalmente 83,34 m, e con un tronco di diametro fino a 2,7 m. È la più grande specie di abete canadese, con quello immediatamente più grande (abete delle rocce, T. mertensiana) che raggiunge un massimo di 59 m. La corteccia è marrone, sottile e coperta di solchi. La corona ha una forma conica molto netta e ampia negli alberi giovani con un germoglio principale fortemente afflosciato, che diventa cilindrico negli alberi più vecchi; gli alberi vecchi possono non avere rami nei 30-40 m più bassi. In tutte le età, si distingue rapidamente dalle punte dei ramoscelli penduli. I germogli sono marroni color camoscio molto pallido, quasi bianchi, con una pubescenza pallida lunga circa 1 mm. Le foglie sono aghiformi, lunga 5-23 mm e larga 1,5-2 mm, fortemente appiattita nella sezione trasversale, con un margine finemente seghettato e un apice rozzamente acuminato. Sopra sono di colore verde da medio a scuro; la parte inferiore ha due caratteristiche fasce bianche di stomi con solo una stretta nervatura centrale verde tra le fasce. Sono disposte a spirale sui germogli, ma sono attoricigliate alla base giacendo in due file su ciascun lato del germoglio. Gli strobili sono piccoli, penduli, esilmente cilindrici, lunghi 14-30 mm e larghi 7-8 mm quando sono chiusi, aprendosi fino a 18-25 mm. Hanno 15-25 squame sottili e flessibili, lunghe 7-13 mmg. Gli strobili immaturi sono verdi, maturando marroni-grigi 5-7 mesi dopo l'impollinazione. I semi sono marroni, lunghi 2-3 mm, con una esile aletta marrone pallido, lunga 7-9 mm.

## Ecologia
La tsuga occidentale è strettamente associata alle foreste pluviali temperate, e la maggior parte del suo areale è a meno di 100 km dall'Oceano Pacifico. C'è tuttavia una popolazione nell'entroterra nei Monti Columbia nella Columbia Britannica, nell'Idaho settentrionale e nel Montana occidentale. Essa cresce per la maggior parte a basse quote, dal livello del mare a 600 m, ma fino a 1 800 m nella parte interna del suo areale in Idaho.
È un albero che tollera molto bene l'ombra; tra le specie associate nel Nord-ovest Pacifico, è eguagliato o superato nella tolleranza all'ombra solo dal tasso del Pacifico e dall'abete amabile. Le piante giovani crescono tipicamente sotto la volta di altre conifere come il peccio di Sitka o l'abete di Douglas, dove possono persistere per decenni aspettando di sfruttare un varco nella volta.  Alla fine sostituiscono queste conifere, che sono relativamente intolleranti all'ombra, nella foresta climax. Tuttavia, le tempeste e gli incendi boschivi creeranno apeerture sempre più grandi nella foresta dove queste altre specie possono poi rigenerarsi.
La crescita iniziale è lenta; le pianticelle di un anno sono alte comunemente solo 3-5 cm, e quelle di due anni 10-20 cm. Una volta stabiliti, gli alberelli in piena luce possono avere un tasso medio di crescita di 50-120 cm (raramente 140 cm) all'anno finché sono alti 20-30 m, e in buone condizioni 30-40 cm all'anno quando sono alti 40-50 m. L'esemplare più alto, alto 82,83 m, è nel Parco statale di Prairie Creek Redwoods, California (Stati Uniti). Ha una vita lunga, con alberi che si sa hanno oltre 1.200 anni.
La tsuga occidentale forma associazioni ectomicorrizali con alcuni ben noti funghi eduli come i cantarelli (Cantharellus formosus, C. subalbidus, e Craterellus tubaeformis).

## Usi

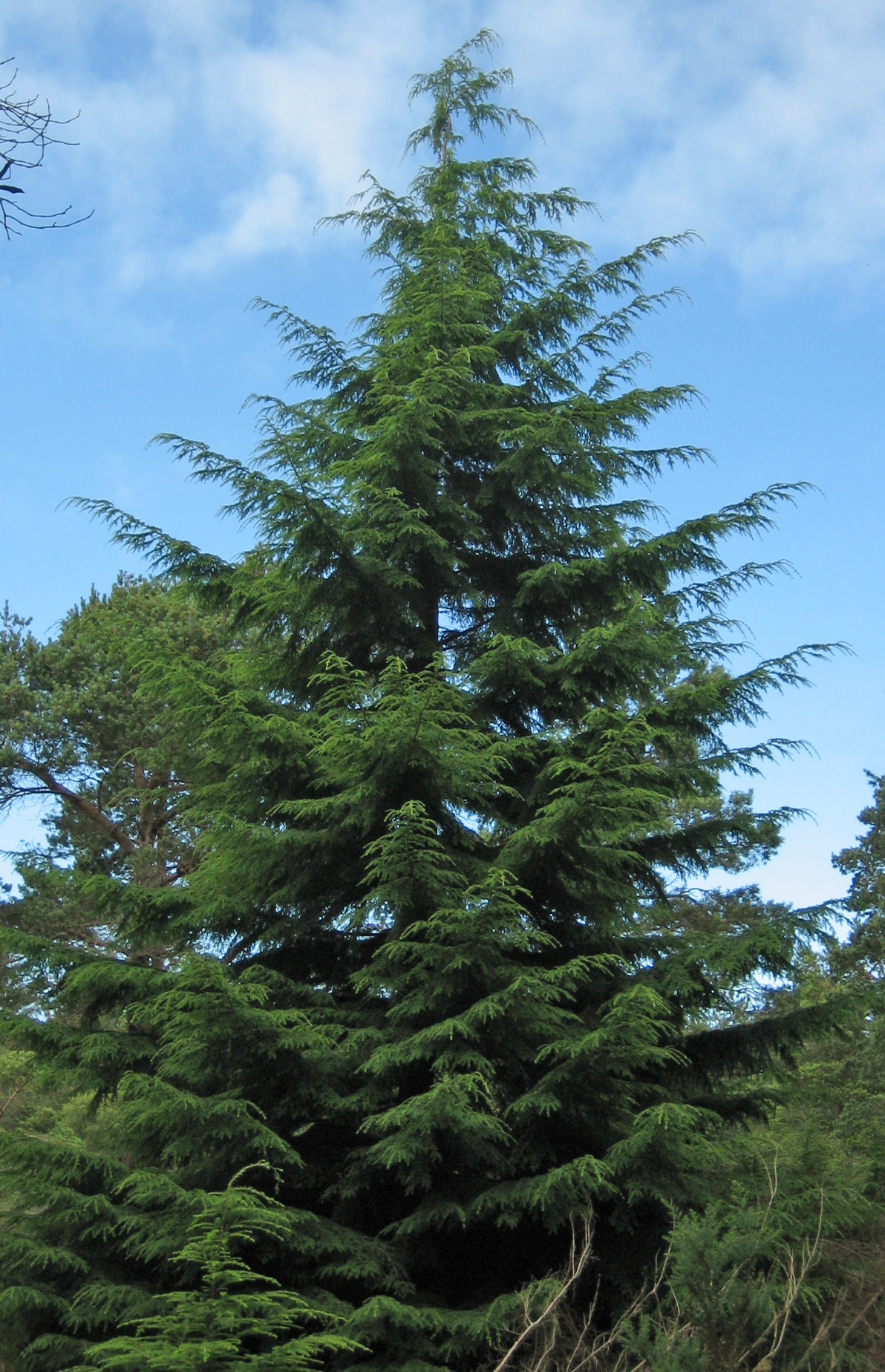
Tsuga occidentale giovane

La tsuga occidentale è l'albero ufficiale dello stato di Washington.

### Coltivazione
La tsuga occidentale è coltivata come pianta ornamentale nei giardini dei suoi habitat nativi e lungo la Costa Pacifica, dove la sua migliore affidabilità si vede nelle regioni più umide. In aree relativamente asciutte, come presso Victoria (Canada), è esigente per le condizioni del suolo. Ha bisogno di un alto livello di materia organica (il legno ben marcito di un vecchio tronco o ceppo è meglio; i letami animali possono avere troppo azoto e sale), in un suolo umido e acido. Si coltiva anche nelle regioni temperate in tutto il mondo. Ha vinto il Premio al merito del giardinaggio della Royal Horticultural Society.

### Silvicoltura
Quando è ben piantata sulle rive di un fiume, la tsuga occidentale può aiutare a ridurre l'erosione.
Fuori del suo areale nativo, la tsuga occidentale è di importanza nella silvicoltura, (come legno dolce) per la produzione di legname e carta, si usa per fare porte, lavori di falegnameria e mobili. Può anche essere una pianta ornamentale in grandi giardini, in Europe nord-occidentale e Nuova Zelanda meridionale.
Si è naturalizzata in alcune parti della Gran Bretagna e della Nuova Zelanda, non così estesamente da essere considerata un albero di una specie aliena, ma di una specie introdotta.

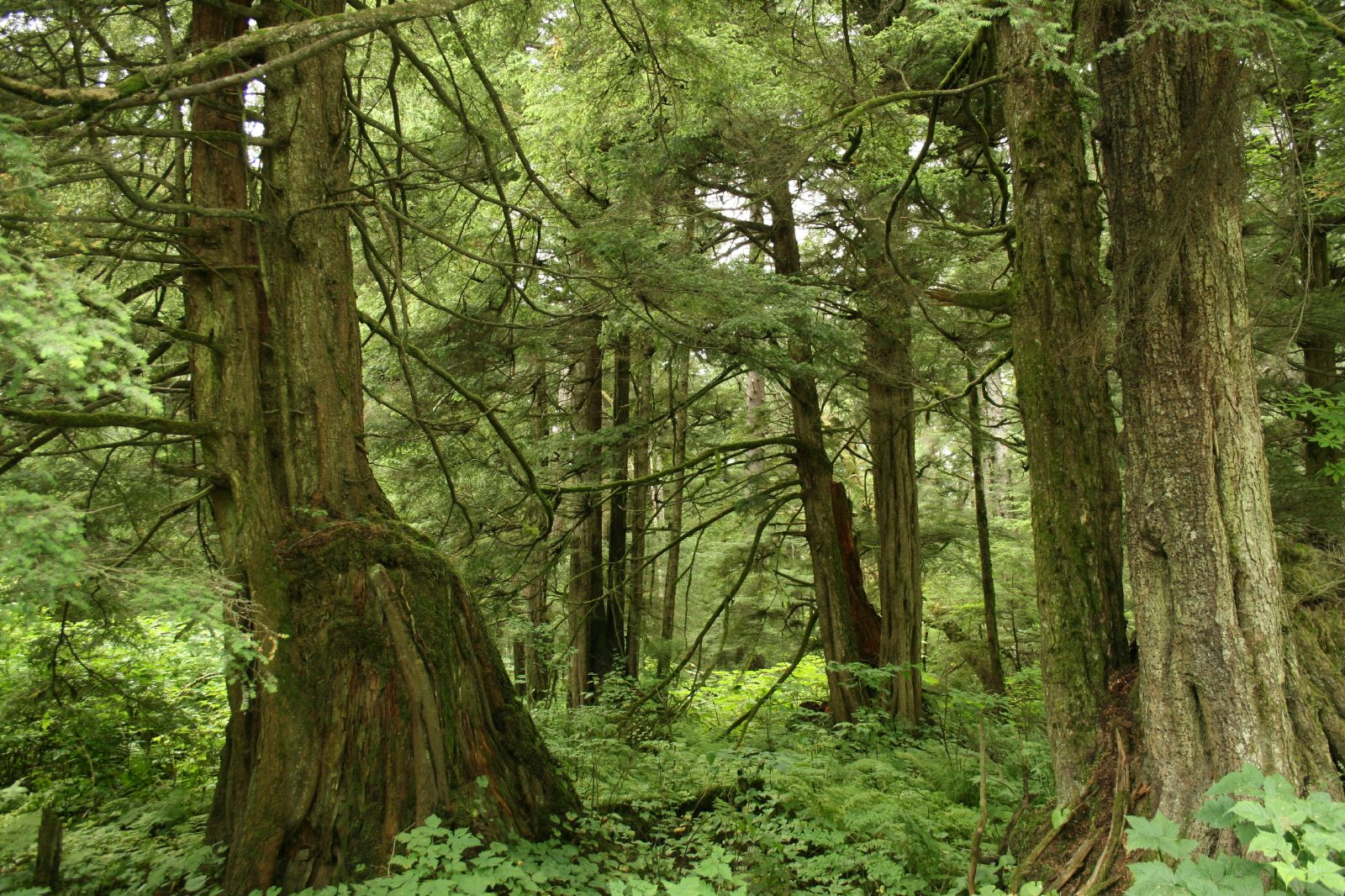
La T. heterophylla cresce spesso su legno
in decomposizione, come tronchi protettori e ceppi tagliati

### Cibo
Il fellogeno edule può essere raccolto raschiando fette di corteccia rimossa. I trucioli che ne risultano si possono mangiare immediatamente, o possono essere essiccati e spremuti in torte per la conservazione. La corteccia serve anche come fonte di tannino per la concia.
Gli aghi (foglie) teneri della nuova crescita si possono masticare direttamente o trasformati in un tè amaro, ricco di vitamina C (simile ad altre specie di tsuga e di pino).
I rami di tsuga occidentale si usano per raccogliere le uova di aringa durante la deposizione in Alaska sud-orientale. I rami forniscono una superficie facilmente raccoglibile perché le uova possano attaccarsi oltre a fornire un gusto caratteristico. Questa pratica trae origine dai metodi tradizionali di raccolta usati dai Nativi alascani dell'Alaska sud-orientale, specificamente dai Tlingit.